# Kurt Tittel

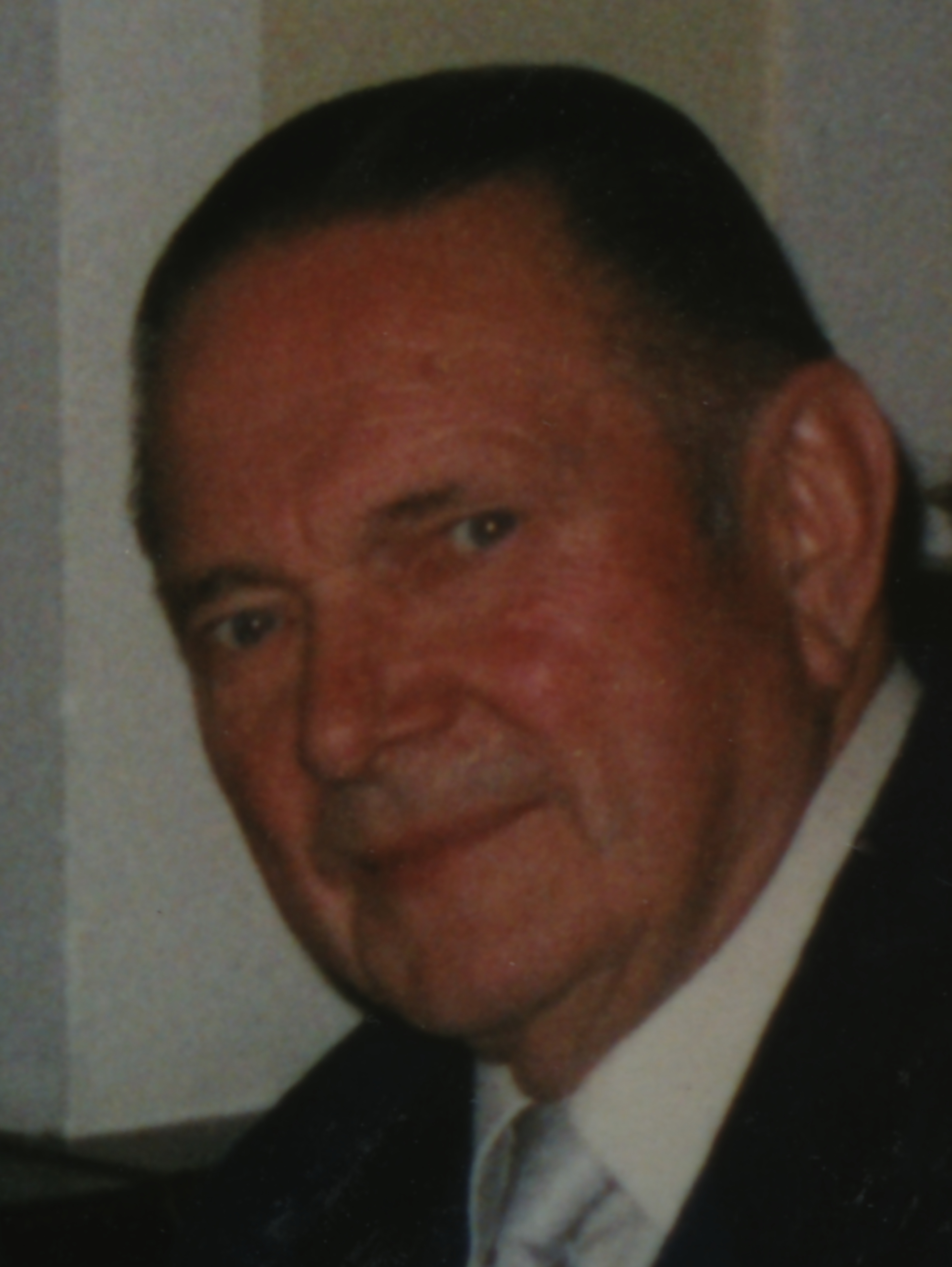
Kurt Tittel (1997)

Kurt Tittel (* 19. Juli 1920 in Lübeck; † 20. August 2016 in Leipzig) war ein deutscher Arzt, der mit seinen Arbeiten zur Sportanatomie, beim Aufbau der Sportmedizin in der DDR, in der sportmedizinischen Lehre und in internationalen Gremien der Sportmedizin weithin bekannt wurde.

## Ausbildung und Laufbahn
Nach dem Medizinstudium von 1939 bis 1945 in Leipzig war Tittel nach Tätigkeit im Krankenhaus Markranstädt am Anatomischen Institut der Universität Halle tätig. Hier habilitierte er sich 1963 mit dem Thema Funktionelle Anatomie und Biotypologie des Sportlers. Schon ab 1950 wurden Lehr- und Betreuungsaufgaben an der Deutschen Hochschule für Körperkultur in Leipzig wahrgenommen. Hier erhielt er den Lehrstuhl für funktionelle Anatomie und wurde in der Folgezeit Dekan der Fakultät für Naturwissenschaften und Sportmedizin der DHfK. Darüber hinaus hatte er ab 1985 den Lehrstuhl für Sportmedizin an der Akademie für Ärztliche Fortbildung der DDR Berlin-Lichtenberg inne.
Auch nach seiner Emeritierung an der DHfK 1985 nahm Tittel weiter Leitungsfunktionen in der Sportmedizin als Lehrstuhlinhaber in Berlin, Tagungsleiter, Referent und Gutachter war. Er war Schriftleiter der Fachzeitschrift „Die Säule“.

## Leistungen für die Sportmedizin
Bereits 1951 berief Tittel in Leipzig eine Zusammenkunft am Sport interessierter Ärzte ein und war 1953 Gründungsmitglied der Arbeitsgemeinschaft für Sportmedizin, aus der die Gesellschaft für Sportmedizin der DDR hervorging. In diesem Amt unterhielt er unter anderem Kontakte zu seinem bundesdeutschen Kollegen Wildor Hollmann, was angesichts des schwierigen Verhältnisses der beiden deutschen Staaten „keine leichte und mitunter brisante Aufgabe“ war, wie Georg Neumann in seinem Nachruf anlässlich Tittels Tod festhielt. Tittel und Hollmann brachten 2008 gemeinsam das Buch „Geschichte der deutschen Sportmedizin“ heraus. Ihr stand er von 1972 bis 1990 als Präsident vor. Seit 1966 Delegierter der DDR in der FIMS war Tittel in den Folgejahren Leiter von deren Wissenschaftskommission, Mitglied des Exekutivkomitees und Mitglied des Advisory Committee des IOC. Sportärztlich betreute er über 22 Jahre die DHfK-Handballmannschaft (vielfacher Landesmeister und auch Europa-Cup-Gewinner) sowie die DDR-Auswahl im Handball. Bei den Olympischen Spielen 1968 und 1972 fungierte er als ärztlicher Betreuer. Im Februar 1990 räumte er das bis dahin geleugnete staatlich verordnete Doping im DDR-Leistungssport ein.

## Publikationen
Kurt Tittel veröffentlichte mehr als 500 wissenschaftliche Arbeiten, mehrere Lehrbücher und 18 Lehrbuchbeiträge. Sein 1957 erstmals erschienenes Standardwerk Beschreibende und funktionelle Anatomie des Menschen erreichte bis 2003 14 deutsche Auflagen, dazu italienische, griechische, japanische und brasilianische (portugiesische) Ausgaben. In der von ihm seit 1961 herausgegebenen Sportmedizinische Schriftenreihe der Deutschen Hochschule für Körperkultur erschienen bis 1994 insgesamt 29 Bände, davon mehrere in Zweitauflage. Er war Mitherausgeber des Olympic Book for Sports Medicine und Koordinator für die weiteren Bände der Encyclopaedia of Sports Medicine.

## Ehrungen und Auszeichnungen
Die DDR ehrte ihn mit dem Nationalpreis der DDR für Wissenschaft und Technik (1972), der Verdienstmedaille der DDR und dem GutsMuths-Preis. Er erhielt die Hufeland-Medaille in Gold und die Auszeichnung als Verdienter Arzt des Volkes. Die DHfK vergab an ihn als einen der ersten ihr Traditionsabzeichen in Gold (1955) und ernannte ihn 1985 zum Ehrensenator. Die Universität Leipzig verlieh ihm 1996 das Ehrendoktorat.
International erhielt Tittel den Philip-Noel-Baker-Forschungspreis, den Wissenschaftspreis der US-Sportakademie und den Wissenschaftspreis des Präsidenten des IOC. Dazu kommen Ehrenmitgliedschaften mehrerer nationaler sportmedizinischer Gesellschaften. Die FIMS ehrte ihn 2002 mit ihrer Goldmedaille und ernannte ihn zum FIMS-Fellow.

## Schriften
- Beschreibende und funktionelle Anatomie. Deutscher Verlag der Wissenschaften, Berlin 1957; ab 2. Auflage: Beschreibende und funktionelle Anatomie des Menschen.; 15. Auflage: Beschreibende und funktionelle Anatomie. Kiener, München 2012, ISBN 978-3-943324-10-5.
- Zum gegenwärtigen Stand der Sportverletzungen und -schäden des Bewegungsapparates: Unter besonderer Berücksichtigung der Aetiologie, der morpholologischen Veränderung sowie der Prophylaxe. Deutsche Hochschule für Körperkultur, Leipzig 1960.
- mit Wildor Hollmann: Geschichte der deutschen Sportmedizin. Druckhaus Gera, Gera 2008, ISBN 978-3-9811758-2-0.